# Alexandra Mary Hirschi
Pour les articles homonymes, voir Hirschi.
Alex Hirschi, née le 21 septembre 1985 à Brisbane, connue sous le nom de « Supercar Blondie », est une célébrité, présentatrice et blogueuse australienne des médias sociaux. 
Elle est surtout connue pour ses vidéos automobiles, qu'elle publie régulièrement sur Facebook, Instagram et YouTube. Sa page Facebook compte plus de 8 millions d'abonnés, son Instagram plus de 8 millions d'abonnés et elle compte plus de 10 millions d'abonnés sur YouTube. Selon Socialbakers, sa page Facebook était la page auto à la croissance la plus rapide au monde en 2018.

## Biographie
Née à Brisbane, elle se passionne très jeune pour les voitures. La première voiture qu'elle possède est une Mitsubishi Lancer.
Hirschi a étudié le journalisme et les affaires à l'université de technologie du Queensland avant de déménager à Dubaï en 2008. Pendant 9 ans, elle a été lectrice et présentatrice d'une émission de radio-débat sur Dubai Eye 103.8, où elle a interviewé de nombreuses célébrités, dont John Travolta, Jake Gyllenhaal et Liam Neeson,. En 2018, elle a quitté l'émission de radio et est devenue une influenceuse à temps plein sur les réseaux sociaux.
Elle est mariée à Nik Hirschi.

### Carrière
La présence d'Alex Hirschi sur les réseaux sociaux permet à des marques automobiles comme Bugatti et Ferrari de faire la publicité de leurs produits à travers elle. Au lieu d'être journaliste automobile, elle déclare qu'elle fournit « un aperçu de la culture des supercar et de ce que c'est que de conduire ces voitures incroyables d'une manière légère et amusante ». Étant l'une des rares femmes dans la culture des supercar, elle ouvre également la démographie de ces véhicules.
En mars 2018, Arabian Business l'a classée parmi les 50 femmes les plus influentes du monde arabe. Le même mois, Esquire Magazine Middle East l'a nommée influenceuse de l'année.
Le 10 juin 2018, elle est apparue sur la chaîne gratuite allemande RTL II sur le salon automobile GRIP Das Automagazin où elle a co-présenté la Bugatti L'Or Blanc et la Ferrari Aperta.
En janvier 2019, Broadcasting & Cable a annoncé que Hirschi organisera sa nouvelle émission de télévision automobile Car Crews. L'émission est diffusée sur Insight TV et se concentre sur la découverte de différentes cultures automobiles à travers les États-Unis.
En février 2019, Arabian Business a de nouveau nommé Hirschi parmi les 30 femmes les plus influentes du monde arabe.
Hirschi a également été vu faire des tours de circuit avec Le Stig de Top Gear sur une piste à Abu Dhabi. De plus, elle a conduit la Batmobile officielle du film Batman de 1989.

## Filmographie

### Télévision
| An           | Film      | Rôle             | Remarques      |
| ------------ | --------- | ---------------- | -------------- |
| 2018         | Grip      | Elle-même        | Épisode: Dubaï |
| 2019         | Top Gear  | Elle-même        | Épisode: Dubaï |
| 2019-présent | Car Crews | Hôte / Elle-même | 6 épisodes     |

## Voir également
- Blogueurs australiens
- Supercar